# Márta Mészáros
Márta Mészáros (Kispest, Budapest, 19 de setembre de 1931) és una directora de cinema hongaresa, que formà part de l'avantguarda artística del cinema europeu dels anys 60 i 70 del segle xx. La seva obra cinematogràfica, amb una marcada empremta personal, mostra un interès permanent envers les dones i les seves diferents realitats com a filles, mares, esposes, treballadores, amigues i amants, captades per la seva càmera en els esforços i la voluntat quotidiana de comprendre's a si mateixes i comprendre el món que les envolta.

## Primers anys
Márta Mészáros és filla d'un escultor i d'una professora de llengua alemanya. El compromís polític del seu pare, membre del partit comunista d'Hongria, va ser responsable del trasllat de tota la família a la Unió Soviètica, el 1936. Inicialment, es van instal·lar a Moscou, per seguidament mudar-se a Kirguizstan, on el seu pare tenia previst obrir una acadèmia d'art soviètico-asiàtic. Aquest pla no es va poder materialitzar mai, ja que el 1938, durant el transcurs de les purgues orquestrades per Stalin, el pare va ser detingut i mai més se'n va saber res. La mare de Márta Mészáros va morir poc temps després.

## Formació i carrera cinematogràfica
No va ser fins després de la Segona Guerra Mundial que va retornar al seu país d'origen, acompanyada per la seva mare adoptiva, una hongaresa de professió funcionària que el 1947 va retornar a Hongria. Márta Mészáros va tornar a Moscou per estudiar a l'Escola Superior de Cinematografia de Moscou, que va finalitzar el 1956. Aquell mateix any feia el seu primer curt, Ells somriuen de nou, amb què iniciava la seva intensa activitat com curtmetratgista.
Després de passar una dècada fent documentals sobre la vida de gent comuna i perfeccionant el seu estil visual dinàmic, el 1968 va rodar la seva primera pel·lícula, la primera a Hongria a ser dirigida per una donaː La noieta, que va obtenir el Premi Especial del Jurat de la Setmana Internacional de Cinema de Valladolid. El mateix any filmà el segon llargmetratge, Holdudvar (Sentiments) (1968).
Márta Mészáros va guanyar fama internacional el 1975, quan amb la seva pel·lícula Adopció va guanyar inesperadament l'Os d'Or del Festival Internacional de Cinema de Berlín. L'any següent, el 1976, va rebre a Canes el premi FIPRESCI de la Crítica per la pel·lícula Nou mesos, la seva primera pel·lícula en color.
El 1976 Márta Mészáros va ser membre del jurat de la 26a edició del Festival Internacional de Cinema de Berlín i el 1978 va dirigir el curtmetratge Mészáros László emlékére (In Memoriam László Mészáros) i la pel·lícula Olyan mint otthon (Tal com a casa), amb Anna Karina interpretant el paper principal, que obtindria la Concha de Plata del Festival Internacional de Cinema de Sant Sebastià l'any 1979.
Va portar al cinema la història de la seva infància i el destí de la seva família amb la trilogia autobiogràfica Diari personal, formada per Napló gyermekeimnek (Diari per als meus fills, 1984), Gran Premi Especial del Jurat del Festival de Cannes, Naplo szerelmeimnek (Diari per als meus amors, 1987), guardonada amb l'Ós de Plata de la Berlinale, i Naplo apamnak, anyamnak (Diari per al meu pare i la meva mare,1990).
El 2004 va dirigir A temetetlen halott, una pel·lícula sobre el polític Imre Nagy, primer ministre d'Hongria fins a la Revolució hongaresa de 1956.

## Vida personal
El 1960 va contraure matrimoni amb el cineasta Miklós Jancsó. Malgrat la posterior separació, el matrimoni va tenir dos fills, Nyika Jancsó i Miklós Jancsó Jr., els quals han fet de director de fotografia en diverses pel·lícules de Mészáros.
Posteriorment, va mantenir una llarga relació sentimental amb l'actor polonès Jan Nowicki, del qual es va acabar separant el 2008, després de molts anys de convivència. Nowicki havia actuat en moltes pel·lícules de la directora hongaresa, sent el seu paper més destacat el de la pel·lícula A temetetlen halott, on era l'actor principal. El seu fill Łukasz Nowicki va actuar a la pel·lícula Kisvilma - Az utolsó napló, dirigida per Márta Mészáros el 2000.

## Filmografia
- 1968 – La noieta
- 1975 – Adopció - Guanyadora de l'Os d'Or del Festival Internacional de Cinema de Berlín.[8]
- 1976 – Kilenc Honap - amb Jan Nowicki
- 1978 – Olyan, mint otthon (Com a casa) - amb els actors Jan Nowicki i Anna Karina
- 1981 - Anna
- 1984 – Napló gyermekeimnek (Diari d'infància) - Guanyador del Grand Prix Spécial du Jury al Festival Internacional de Cinema de Canes de 1984, amb els actors Jan Nowicki i Anna Polony)
- 1986 – Naplo szerelmeimnek (Diari dels meus amors)
- 1990 – Naplo apamnak, anyamnak (Diari dels meus pares)
- 1992 – Edith és Marlene (TV) – (Musical biogràfic sobre Édith Piaf i Marlene Dietrich)
- 1993 – A magzat - amb els actors Aliona Antonova i Jan Nowicki
- 1995 – La settima stanza
- 1999 – A szerencse lanyai - amb els actors Olga Drozdova, Jan Nowicki i Olaf Lubaszenko
- 2000 – Kisvilma - Az utolsó napló - amb Jan Nowicki
- 2004 - A temetetlen halott

## Premis i reconeixements[1]
- 1975ː Festival Internacional de Cinema de Berlín, Os d'Or, per Adopció
- 1977ː Premi Béla Balázs, Festival Internacional de Cinema de Berlín per Nou mesos, Festival Internacional de Cinema de Cannes, Premi FIPRESCI per Nou mesos
- 1984ː Festival Internacional de Cinema de Cannes, Gran Premi Especial del Jurat per Diari per als meus amants
- 1987ː Festival Internacional de Cinema de Berlín, Os de Plata, Premi OCIC per Diari per als meus amants
- 1990ː Premi Kossuth
- 1995ː Festival Internacional de Cinema de Venècia, Premi OCIC per La setena sala
- 2005ː La creu mitjana de l'Orde del Mèrit de la República d'Hongria, secció cívica
- 2010ː 46è Festival Internacional de Cinema de Chicago - Premi Gold Plaque - L'últim reportatge sobre Anna. per la seva pel·lícula i pel conjunt de la seva obra
- 2010ː Trobada de cinema italià - Festival de Viareggio - Premi a la vida
- 2010ː Premi d'Art Gundel
- El 2019, el Festival Internacional de Cinema Documental i Curtmetratge de Bilbao (ZINEBI), en la seva 61a edició, li atorgà el Mikeldi d'Honor, reconeixent «la contribució al cinema contemporani d'una dona que ha sabut trobar en les imatges de les seves pel·lícules algunes de les raons primeres del seu perseverant quefer artístic i vital en favor de la igualtat entre homes i dones».[2]